# دهستان گاستشو اوم
دهستان گاستشو اوم (به لاتین: Gasetsho Om Gewog) یک دهستان در کشور بوتان است که در ناحیهٔ وانگدودودرنگ واقع شده‌است.